# Girl (álbum de Dannii Minogue)
| Críticas profissionais                                                      | Críticas profissionais |
| Avaliações da crítica                                                       | Avaliações da crítica  |
| Fonte                                                                       | Avaliação              |
| --------------------------------------------------------------------------- | ---------------------- |
| AllMusic                                                                    | [ 1 ]                  |
| Esta tabela precisa de ser acompanhada por texto em prosa. Consulte o guia. |                        |

Girl é o terceiro álbum de estúdio da cantora pop australiana, Dannii Minogue. Foi lançado pela Eternal Records em 8 de setembro de 1997 no Reino Unido. Em novembro de 2007, o álbum foi relançado com um disco bônus de remixes pela Rhino Entertainment. O álbum teve quatro singles, "All I Wanna Do", "Everything I Wanted", "Disremembrance" e "Coconut". Quando o álbum foi relançado em 2009, Girl teve que ser reimpressa em que vendeu mais do que o esperado após a popularidade de Dannii como juíza no X Factor.

## Faixas
| N.º | Título                                                                       | Duração |  |
| 1.  | "All I Wanna Do" (Brian Higgins, S. McLennan, Tim Powell, Matt Gray)         | 4:28    |  |
| 2.  | "Heaven Can Wait" (Higgins, McLennan, Powell, Gray)                          | 3:40    |  |
| 3.  | "So in Love with Yourself" (Paul Barry, M. Taylor, Steve Torch)              | 5:06    |  |
| 4.  | "Am I Dreaming?" (Barry, Taylor, G. Stack, Torch)                            | 4:10    |  |
| 5.  | "Everybody Changes Underwater" (Dannii Minogue, Ian Masterson, D. Green)     | 6:36    |  |
| 6.  | "Everything I Wanted" (Minogue, Taylor, Torch)                               | 4:38    |  |
| 7.  | "If It Moves-Dub It" (Minogue, Higgins, McLennan, Powell, Gray)              | 6:32    |  |
| 8.  | "Disremembrance" (Masterson, Green)                                          | 4:06    |  |
| 9.  | "It's Amazing" (Higgins, McLennan, Powell, Gray)                             | 5:05    |  |
| 10. | "Movin' Up" (L. Erlandsson, D. Kruger, F. Lenander, Per Magnusson, B. Morel) | 4:16    |  |
| 11. | "Coconut" (Faixa escondida; Harry Nilsson)                                   | 4:48    |  |
| 12. | "Someone New" (Bônus da versão japonesa; Masterson, Green)                   | 3:46    |  |